# 대성여자중학교 (충북)
대성여자중학교(大成女子中學校)는 대한민국 충청북도 청주시 상당구 수동에 있는 사립 중학교이다.

## 학교 연혁
- 1959년 3월 10일 : 설립인가 (6학급 300명)
- 1959년 4월 1일 : 초대 윤희섭 교장 취임
- 1959년 4월 9일 : 개교 기념식 및 제1회 입학식
- 1962년 2월 8일 : 제1회 졸업식(129명)
- 1995년 8월 31일 : 교사 증축 13실
- 1997년 10월 15일 : 교사 증축 21실
- 2002년 12월 16일 : 학급 증설 인가(26학급 904명)
- 2003년 9월 18일 : 동관 교사 12실(3층) 준공
- 2003년 12월 30일 : 탁구부 합숙소 개관
- 2005년 4월 30일 : 강당 리모델링
- 2005년 9월 23일 : 도서실 리모델링
- 2009년 11월 30일 : 급식소 증축 공사
- 2021년 12월 17일 : 제61회 졸업식(111명) 총 졸업생수 20,634명
- 2022년 3월 2일 : 제64회 입학식(106명)
- 2022년 9월 1일 : 제24대 정승호 교장 취임

## 참고 자료
- 대성여자중학교 - 한국교육학술정보원 학교알리미